# هفت (برنامه تلویزیونی)
هفت برنامهٔ تولیدی تلویزیونی محصول شبکهٔ سه سیما می‌باشد که به بررسی مسائل سینمای ایران و جهان می‌پردازد. این برنامه جمعه‌شب‌ها به‌صورت زنده از شبکهٔ نمایش پخش می‌شود. برنامهٔ هفت از هنرمندان، منتقدان و مسئولان فرهنگی ایران در حوزهٔ سینما و تلویزیون، برای گفت‌وگو، نقد، تحلیل و بررسی فیلم و سینما دعوت می‌نماید.

## سری اول
ایده اولیه ساخت چنین برنامه‌ای که می‌بایست مشابه برنامه ورزشی ۹۰، منتهی در حوزه فرهنگ و هنر باشد، از طرف فریدون جیرانی به گروه اجتماعی شبکه ۳ ارائه شد و مورد استقبال مدیر وقت قرار گرفت. در آن زمان، مجری طرح این برنامه، حمید پنداشته و فریدون جیرانی کارگردانی، تهیه‌کنندگی و اجرا را برعهده داشت. گرچه قسمت‌های اول این مجموعه با نحوه اجرای غیرمعمول جیرانی و انتقادهای بی‌حد مسعود فراستی، با انتقادهای زیادی مواجه شد، ولی به مرور زمان توانست مخاطبان زیادی را برای خود فراهم کند و تعریف قابل قبولی از خود ارائه دهد. این برنامه در خرداد ۱۳۹۱ از سوی مدیران صداوسیما به حالت تعلیق در آورده شد و جیرانی از راس کار کنار گذاشته شد. فضل‌الله شریعت‌پناهی، مدیر گروه اجتماعی شبکه سه تلویزیون ایران، افزایش انتقاد رسانه‌ها از اظهارات جیرانی در برنامه‌های منتهی به آن تاریخ و تذکر چندباره مدیران صداوسیمای ایران و شخص عزت‌الله ضرغامی و همچنین بعضی رسانه‌ها به جیرانی در خصوص گفته‌هایش در این برنامه را از عوامل مؤثر در این تغییر مجری دانست. فریدون جیرانی، دلیل کناره‌گیری خود را به موجب شروع پروژه ساخت یک مجموعه تلویزیونی دانست و بعدها خود او مخالفت با سینمای حکومتی را عامل حذف خودش دانست. هفت جیرانی در اواخر با انتخاب رویکردهای درست ژورنالیستی موفق‌تر، پربیننده‌تر و همچنین پربازخوردتر شده بود.
از دیگر نکات مثبت دوره جیرانی فرصت دادن صحبت به مخالفان و موافقان به یک اندازه بود که همین امر بر شمار بینندگان تلویزیون ایران نیز اضافه کرد. این دوره هم با نقدهایی از جمله ایرادات به دکور و طراحی برنامه تا نحوه بیان و نقد منتقد ثابت برنامه یعنی فراستی روبرو شد.

## سری دوم
بعد از کنارگذاشتن جیرانی، گزینه‌هایی همچون محمد خزاعی و نادر طالب‌زاده برای حضور به عنوان مجری این برنامه مطرح شد. اما در نهایت، محمود گبرلو که سابقه فعالیت‌های فرهنگی از جمله حضور در جلسات نقد در جشنواره فیلم فجر، را دارد، اجرای این برنامه را عهده‌دار شد و نخستین قسمت از سری جدید برنامه هفت را در برنامه مورخ ۹ تیر ۱۳۹۱، روی آنتن تلویزیون برد. همچنین، تهیه‌کنندگی این مجموعه نیز که در ابتدا به محمد خزاعی واگذار شده بود، با کناره‌گیری وی، به محمد گبرلو منتقد مطبوعاتی سینما رسید.
بعد از کنار گذاشتن فریدون جیرانی و مسعود فراستی بعد از چند ماه، و انتقادهایی از این دست که گبرلو در هدایت بحث‌های چالشی خیلی موفق نیست یا محافظه‌کاری زیادی در گفته‌هایش وجود دارد، از جمله اتهام‌هایی بود که از سوی برخی از اهالی سینما و منتقدان دربارهٔ اجرای او مطرح شده بود و اواخر مرداد ۱۳۹۳ گبرلو از سمت خود برکنار شد.
اما در این دوره می‌توان به نکات منفی همچون خنثی بودن برنامه و … و نکات مثبتی چون پذیرفتن دعوت قشرها مختلف کارگردان‌ها و منتقدان در این دوره بود که می‌توان به حضور مسعود کیمیایی، رخشان بنی‌اعتماد و شهاب حسینی اشاره کرد.

## سری سوم
برنامه هفت سه سال با روند گذشته به کار خود ادامه داد اما این برنامه به گبرلو هم وفا نکرد. با تغییر مدیریت سازمان صداوسیما و به تبع آن شبکه‌های مختلف زمزمه‌های تغییر و تحول در هفت هم شنیده شد. تعطیلی سه هفته‌ای برنامه شایعات را پررنگ‌تر کرد ولی محمود گبرلو تعطیلی مذکور را به خاطر مناسبت‌های مذهبی دانست و گفت که از ماه دوم تابستان این برنامه با قوت بیشتر به کار خود ادامه خواهد داد. او حتی از پیچیدن شایعه تغییر او هم گلایه کرد و گفت: «در روزهای گذشته شایعاتی هم شنیدم و از برخی دوستان رسانه‌ای گله‌مندم که بدون پیگری موضوع، این شایعات را پخش می‌کنند. انتظار این است که اهالی رسانه دانشی فراتر از مباحث زرد را برای نقد یک برنامه تحلیلی سینما به کار ببرند و درگیر مباحث زرد رسانه‌ای نشوند.»
اما مباحث زرد رسانه‌ای واقعیت داشت، خاصه آن جا که غلامرضا میرحسینی مدیر وقت شبکه سه در مصاحبه‌ای گفت که تغییرات در برنامه هفت اجتناب‌ناپذیر است: «ایجاد تغییرات در برنامه‌های این شبکه اجتناب‌ناپذیر است مخصوصاً تغییر در محتوای برنامه هفت که با توجه به رویکرد جدید شبکه سه سیما مبنی بر تفریح، سرگرمی و مسابقه بعضی از برنامه‌های ما قطعاً تغییر می‌کند.» گمانه‌زنی‌ها آغاز شد و نام‌های زیادی برای اجرای برنامه هفت مطرح شدند که از فرزاد حسنی گرفته تا بازگشت دوباره فریدون جیرانی و نام‌هایی چون محمدرضا شهیدی فرد، منصور ضابطیان و اکبر نبوی نام برده شد. البته این حدس و گمانها محدود به اجرای هفت نبود بلکه سردبیری این برنامه هم موضوع بحثهای فراوانی در رسانه‌ها شد. درحالی‌که عمده نظرات بر گرفتن سکان هدایت این برنامه توسط یکی از اهالی سینما همچون محمدرضا شریفی‌نیا، محمدحسین لطیفی، رسول صدرعاملی یا بهروز افخمی استوار بود، عده‌ای دیگر نیز از نام‌های متفاوتی چون جواد شمقدری و حسن عباسی نام می‌بردند. بالاخره رفتن گبرلو از برنامه تأیید شد و سرانجام از میان تمام گزینه‌هایی که برای اجرا و سردبیری هفت مطرح می‌شد یک نام نهایی شد و در انتها بهروز افخمی کارگردان مطرح سینما به عنوان مجری و کارگردان هفت انتخاب شد. با روی کار آمدن افخمی نوع کار و شیوه برنامه‌های هفت تغییر عمده‌ای نمود، تنوع ساختاری و دکور و تغییرات اساسی در شاکله آن با محوریت بهروز افخمی، هیچ شباهتی به دو برنامه پیشین خود ندارد. بخش‌های جدید جدا کردن بخش‌های گفتگو، نقد فیلم و اکران، معرفی کتاب، معرفی فیلم، میزگرد، گزارش و باکس آفیس سینمای جهان، معرفی تئاترهای روی صحنه، مسابقه سینمایی همراه با جایزه و بخش فتو رمان از مهم‌ترین آیتم‌های هفت افخمی به‌شمار می‌رود. با شروع این سری از برنامه هفت در ابتدا برنامه با واکنش مثبت بینندگان و اهالی سینما روبرو شد اما این اتفاق به زودی از جریان افتاد و هفت با مدیریت افخمی به عنوان مجری و تهیه‌کننده و با حضور فراستی به عنوان منتقد ثابت، با واکنش‌هایی از سوی منتقدان و سینماگران روبرو شد.

سرانجام، بهروز افخمی هم با توجه به اتمام قرارداد ۲ ساله اش با سازمان صدا سیما، بعد از برگزاری جلسه‌ای در همین خصوص با مدیران سازمان، حاضر به ادامه همکاری با این برنامه نشد. وی در این خصوص گفت:
«من در آن جلسه به مدیران اعلام کردم که می‌خواهم به سراغ ساخت فیلم سینمایی‌ام بروم. چرا که فکر می‌کنم دیگر همه گفتنی‌ها را گفته‌ام و به آنچه در «هفت» می‌خواستم رسیده‌ام.»

## سری چهارم
از ۱۳ بهمن ۱۳۹۶ هم‌زمان با ایام سی و ششمین دوره جشنواره فیلم فجر سری چهارم با اجرای رضا رشیدپور از شبکه سه سیما پخش شد و ۲۲ بهمن نیز به پایان رسید.

## سری پنجم
از ۱۰ بهمن ۱۳۹۷ هم‌زمان با ایام سی و هفتمین دوره جشنواره فیلم فجر سری پنجم با اجرای محمد حسین لطیفی از شبکه سه سیما پخش شد. در این دوره از برنامه برخلاف سری قبلی، مسعود فراستی، به برنامه بازگشته و میزنقد با حضور ثابت فراستی به عنوان مجری-کارشناس و سایر منتقدان مهمان نظیر سعید قطبی‌زاده و محمدتقی فهیم برگزار شد و در بخش آیتم‌ها و مصاحبه های خارج از استدیو محمد پیوندی به اجرا می‌پرداخت. برنامه سینمایی هفت هر هفته از شبکه سه سیما پخش می‌شود.

## مجری
- فریدون جیرانی از ۱۰ اردیبهشت ۱۳۸۹ تا ۲۲ اردیبهشت ۱۳۹۱
- محمود گبرلو از ۹ تیر ۱۳۹۱ تا خرداد ۱۳۹۴
- بهروز افخمی از ۱۰ مهر ۱۳۹۴ تا ۲۰ اسفند ۱۳۹۵
- رضا رشیدپور از ۱۳ بهمن ۱۳۹۶ تا ۲۳ بهمن ۱۳۹۶ (ویژه جشنواره فجر)
- محمدحسین لطیفی از ۱۰ بهمن ۱۳۹۷ تا اکنون
- بهروز افخمی از ۷ اردیبهشت ۱۴۰۳ تا اکنون

## بخش‌ها
- تحلیل و بررسی فیلم و سینما
- بررسی فروش فیلم‌های هفته در گیشه
- میزگرد گفت‌وگو با مهمانان حوزه سینما، مسئولان فرهنگی و هنرمندان
- گزارش‌هایی از پشت صحنه تولید فیلم‌ها، اکران عمومی و مصاحبه با فعالان سینما و نظرات مردم
- میزگرد نقد و تحلیل فیلم‌های روی پرده سینما
- اطلاع‌رسانی اخبارهای سینمای ایران و حواشی‌ها